# Ledrastraße

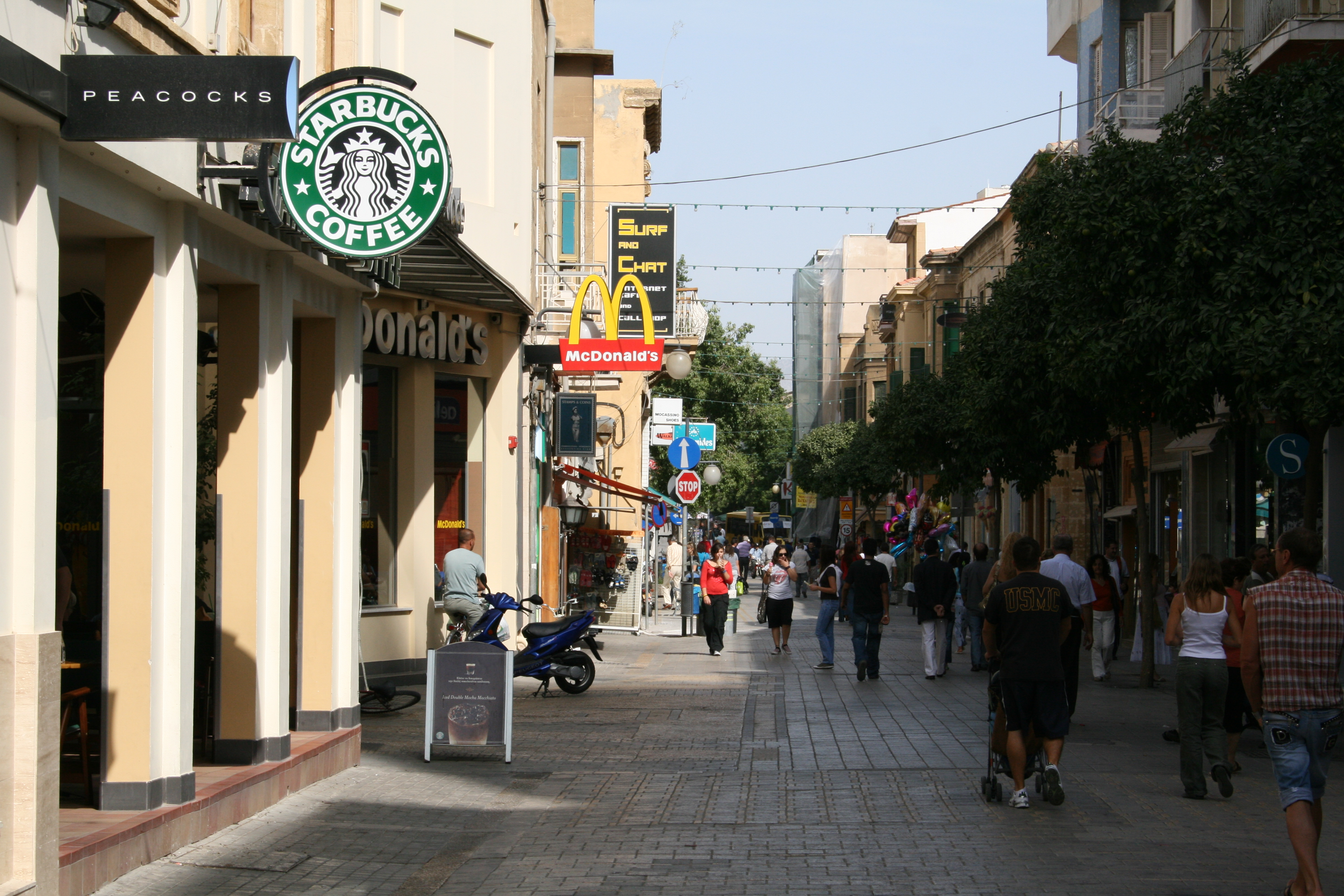
Im südlichen Teil der Ledrastraße, 2007

Die Ledrastraße (griechisch οδός Λήδρας Odos Lidras; türkisch Lokmacı Caddesi; englisch Ledra Street) ist eine Straße in der Altstadt Nikosias und ist seit der Besetzung des Norden Zyperns 1974 geteilt.
Der längere griechisch-zyprische Südteil der Straße ist eine belebte Einkaufsstraße, in der viele internationale Handelsketten vertreten sind. Ihr südliches Ende liegt am Freiheitsplatz („Πλατεία Ελευθερίας“) am Rand der ringförmig ummauerten Altstadt. Der wesentlich kürzere türkische Nordteil der Ledrastraße wird vom Südteil durch die hier etwa 50 Meter breite UN-Pufferzone getrennt. Seit April 2008 besteht in der Straße ein Grenzübergang für Fußgänger zwischen beiden Teilen der Stadt.

## Geschichte

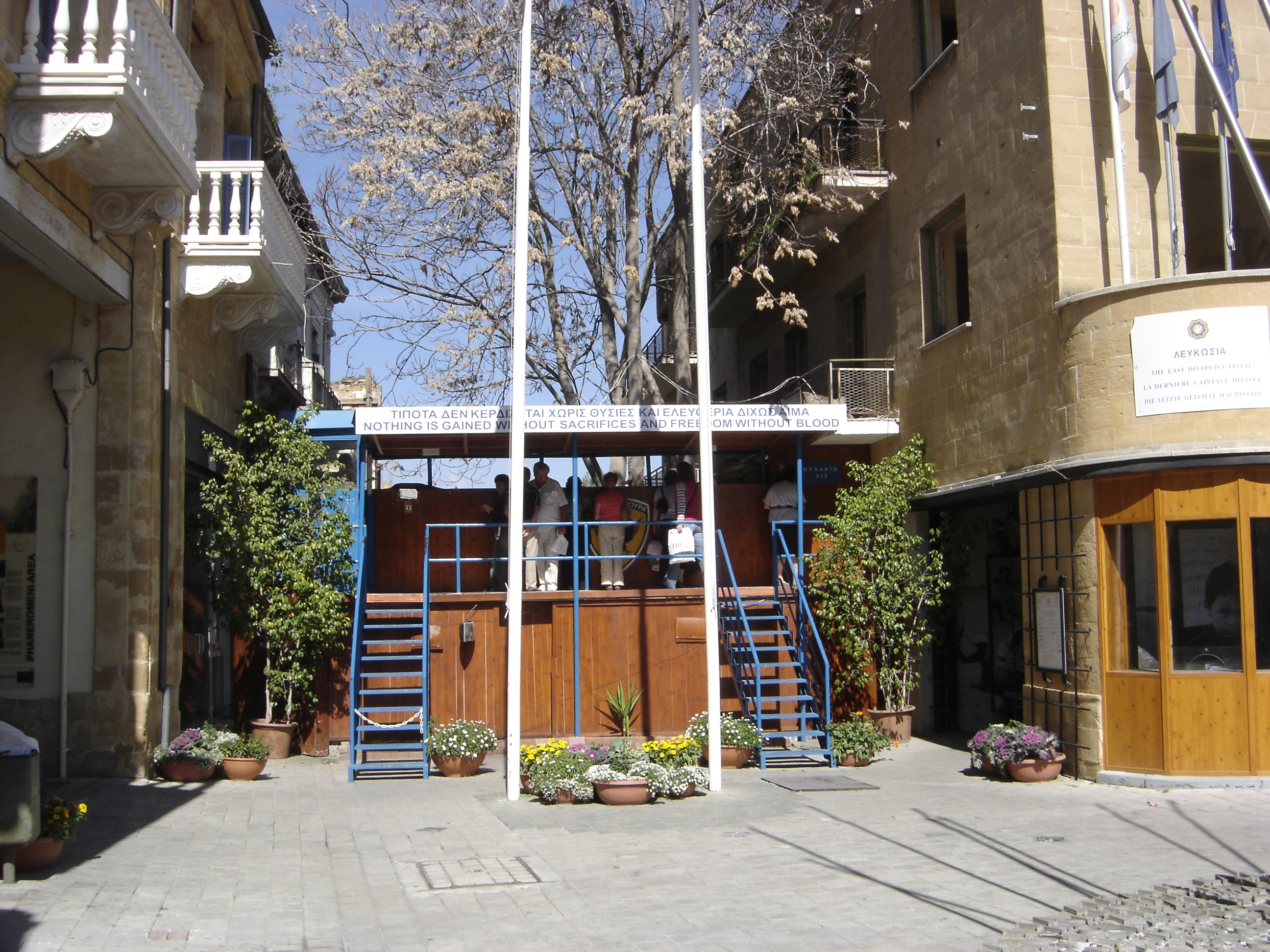
Situation im Februar 2006: Aussichtsplattform an der Barrikade (vom Süden aus in Richtung der UN-Pufferzone)

### Teilung
Vor der Unabhängigkeit 1960 war die Ledrastraße einige Jahre lang bekannt für Terrorakte der griechischen Untergrundbewegung EOKA gegen die Präsenz der Engländer und wurde daher als „Mord-Meile“ (Murder Mile) bezeichnet.
Nach Zusammenstößen zwischen den griechischen und türkischen Bevölkerungsgruppen Ende 1963 wurde die Straße erstmals abgeriegelt; zunächst mit Stacheldraht. 1964 entsandten die Vereinten Nationen die Friedenstruppe UNFICYP auf die Insel. Mit der sogenannten „Green Line“ wurde Nikosia in Ost-West-Richtung geteilt, wovon auch die zentrale Ledrastraße betroffen war. Im Sommer 1974 besetzten türkische Truppen den Nordteil der Insel; 1983 wurde dort die Türkische Republik Nordzypern ausgerufen. In den folgenden Jahrzehnten entwickelte sich die Ledrastraße zu einem der wichtigsten Symbole für die Teilung der Insel.

### Wiedereröffnung

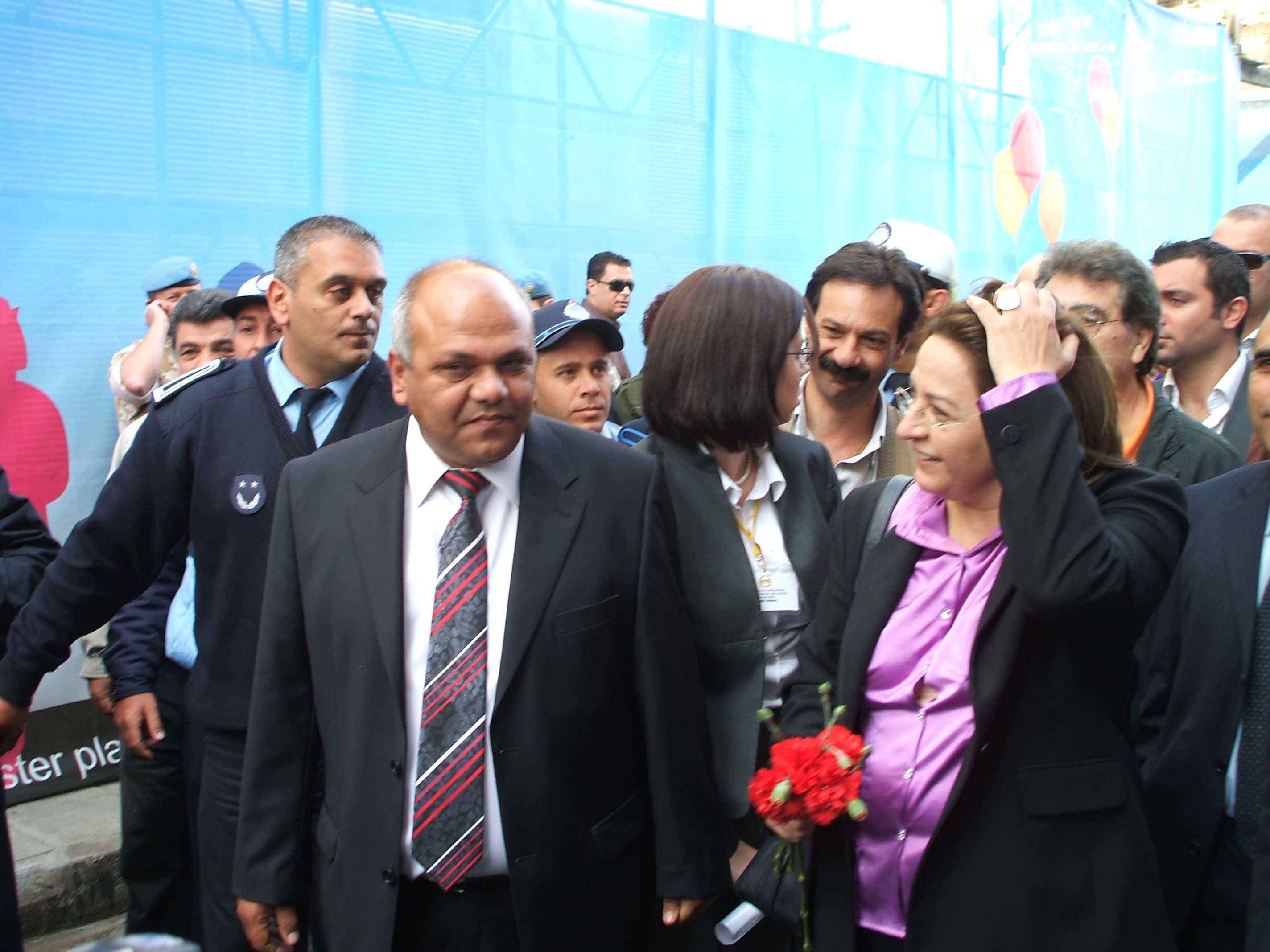
Die Bürgermeister beider Teile der Stadt durchschreiten die wiedereröffnete Ledrastraße, 3. April 2008

2003 öffnete die Türkische Republik Nordzypern ihre Grenze in den Süden mit zunächst fünf Übergängen. Am 18. November 2004 begann die Republik Zypern mit der einseitigen Räumung der Minen in der sogenannten Todeszone. Am 16. Dezember 2004 teilte die Republik Zypern über die Vereinten Nationen Nordzypern mit, die Ledrastraße öffnen zu wollen. Die Resolution 1728 des UN-Sicherheitsrates vom 15. Dezember 2006 regte die Öffnung weiterer Grenzübergänge, „einschließlich der Ledrastraße“, an. Am 9. März 2007 zerstörten griechische Zyprer aus Protest eine Zementbarriere zwischen dem Südteil der Straße und der Pufferzone, die daraufhin durch eine Absperrung aus Aluminium ersetzt wurde.
Im Februar 2008 gewann Dimitris Christofias die Präsidentschaftswahlen der Republik Zypern gegen den konservativen Amtsinhaber Tassos Papadopoulos. Am 21. März 2008 kündigten Christofias und der Präsident der Türkischen Republik Nordzypern, Mehmet Ali Talât, die Öffnung der Grenze an der Ledrastraße an.
Am 3. April 2008 um neun Uhr Ortszeit wurde der Grenzübergang an der Ledrastraße geöffnet. Die Bürgermeisterin des griechisch-zyprischen Südteils der Stadt, Eleni Mavrou, und der Bürgermeister des türkisch-zyprischen Nordens, Cemal Metin Bulutoğluları, durchschritten gemeinsam die UN-Pufferzone. Noch am Abend des Eröffnungstages wurde die Übergangsstelle von Polizei der Republik Zypern wieder geschlossen, da türkische Soldaten die Grenze in Uniform übertreten hätten, nach wenigen Stunden war die Grenze jedoch wieder geöffnet.

### Gegenwärtige Bedeutung
Vom Symbol der Teilung ist die Straße zum Symbol der Einheit geworden und wird rege genutzt, wenn auch vornehmlich von Touristen oder Spaziergängern. Die meisten Zyprer bevorzugen den motorisierten Übertritt an anderen Übergängen. Vor der Teilung war die Straße die Haupteinkaufsstraße, eine Rolle, die sie aufgrund der Einkaufszentren auf der grünen Wiese vermutlich nicht mehr einnehmen wird. Sie ist aber nach der Öffnung die beliebteste Flaniermeile der Stadt mit zahlreichen Kaffeehäusern. An größeren Geschäften existiert das Kaufhaus Debenhams (früher Woolworth), welches kürzlich renoviert wurde.

## Gestaltung des Übergangs

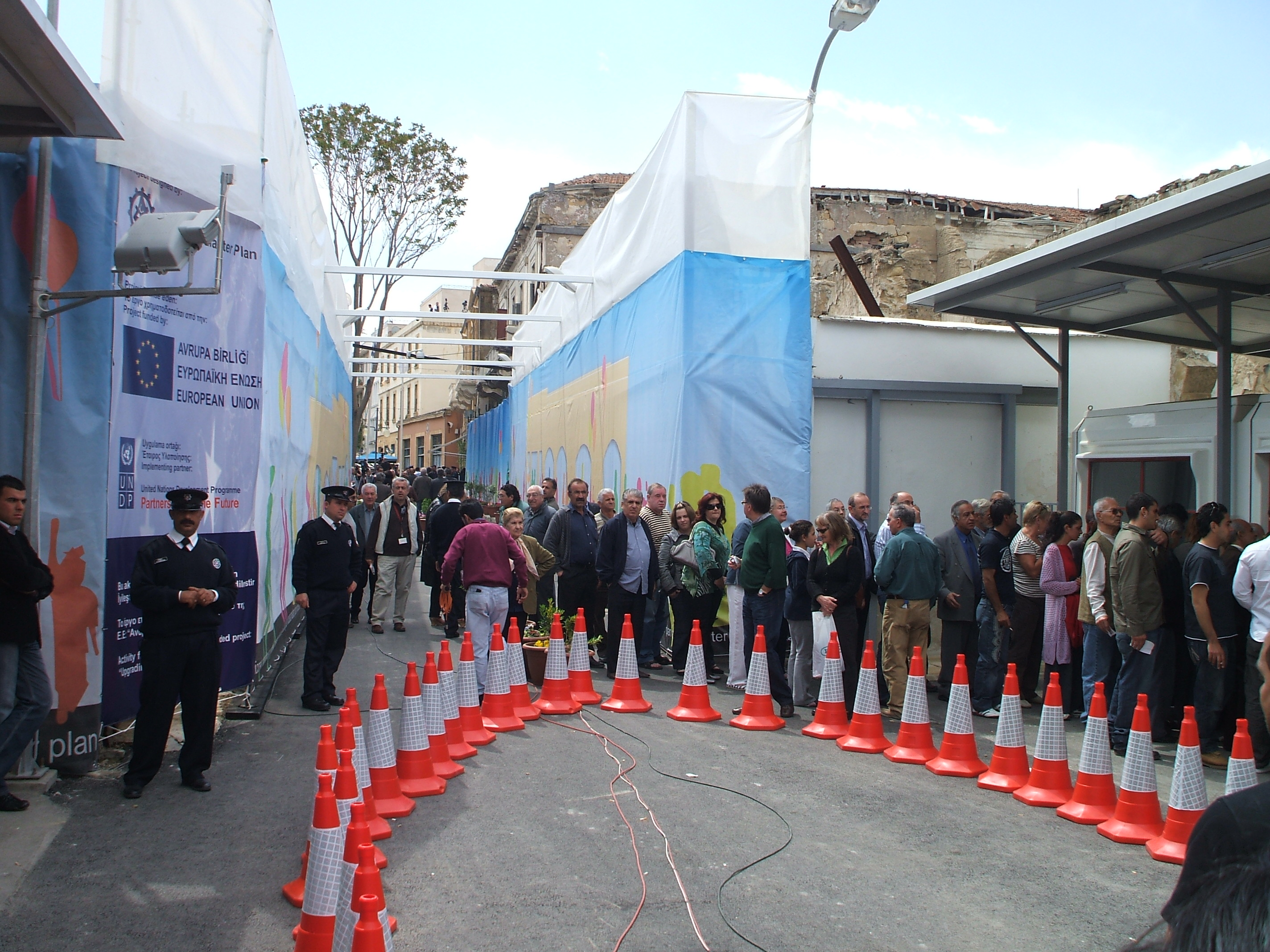
Der neue Grenzübergang am Eröffnungstag; Blick von Norden nach Süden. Der abgehängte Bereich ist die UN-Pufferzone

Die Türkische Republik Nordzypern betrachtet den Übertritt als Einreise. Deshalb ist deren Seite als Grenzübergang gestaltet und regulär mit Polizisten besetzt. Jeder Besucher hat seinen Pass (oder Personalausweis für EU- oder türkische Bürger) zur Einreise vorzuweisen, die Nummer wird registriert und (falls ein Reisepass benutzt wird) ein für 90 Tage gültiger Einreisestempel erteilt. Die Republik Zypern betrachtet den Kontrollpunkt nicht als Grenze, es gibt auch keine regelmäßigen Kontrollen. Lediglich wurde in der Ledrastraße in einem früheren Ladengeschäft ein kleines Polizeirevier eingerichtet, von dem aus Zollbeamte aufbrechen, um stichprobenartig Einkaufstüten zu kontrollieren, da die Einfuhr in das Zollgebiet der EU beschränkt ist, jedoch viele griechische Zyprer das Preisgefälle zum günstigen Einkauf nutzen.